# Sitio de Badajoz (1705)
El asedio de Badajoz fue un asedio de la ciudad  española de  Badajoz entre junio y octubre de 1705 durante la guerra de sucesión española. Las ofensivas de junio y las de octubre estuvieron a cargo de una fuerza anglo-holandesa dirigida por Henri de Massue, conde de Galway y François Nicolas Fagel en su avance hacia el sudoeste de España. Sin embargo, los sitiadores se vieron obligados a retirarse cuando el mariscal René de Froulay de Tessé envió refuerzos de caballería. El asedio se llevó a cabo de nuevo en octubre, pero Galway perdió un brazo y Fagel se retiró nuevamente lo que significó que los franceses pudieron retirarse con todas sus armas. Este error fue la causa de que Fagel  se retirase a los Países Bajos.